# Distrikt Santa Lucía (Lucanas)
Der Distrikt Santa Lucía liegt in der Provinz Lucanas in der Region Ayacucho in Südzentral-Peru. Der Distrikt entstand in den Gründungsjahren der Republik Peru. Er besitzt eine Fläche von 1034 km². Beim Zensus 2017 wurden 1379 Einwohner gezählt. Im Jahr 1993 lag die Einwohnerzahl bei 1434, im Jahr 2007 bei 1127. Sitz der Distriktverwaltung ist die 2343 m hoch gelegene Ortschaft Santa Lucía mit 410 Einwohnern (Stand 2017). Santa Lucía liegt 53 km südwestlich der Provinzhauptstadt Puquio.

## Geographische Lage
Der Distrikt Santa Lucía liegt an der Südwestflanke der peruanischen Westkordillere im westlichen Süden der Provinz Lucanas. Der Distrikt wird hauptsächlich über die Flüsse Río Poroma (auch Río Uchuytambo) und Río Santa Lucia nach Westen entwässert. Im Südosten reicht der Distrikt bis an das Westufer des Río Yauca.
Der Distrikt Santa Lucía grenzt im Süden an die Distrikte Acarí und Bella Unión (beide in der Provinz Caravelí), im Südwesten an die Distrikte Marcona und Vista Alegre (beide in der Provinz Nasca), im Nordwesten an den Distrikt Leoncio Prado, im Nordosten an die Distrikte Lucanas und San Cristóbal, im Osten an den Distrikt Saisa sowie im äußersten Südosten an den Distrikt San Pedro.

## Ortschaften
Im Distrikt gibt es neben dem Hauptort folgende größere Ortschaften:
- Asto
- Caja
- Chilca
- Huanca (622 Einwohner)
- Llaccua
- Uchuytambo